# Pierre Lartigue
Pierre Lartigue (22 de octubre de 1948) es un piloto de rallies francés que ganó el Rally Dakar en tres ocasiones, conduciendo el prototipo de Citroën ZX Rallye-raid.

## Palmarés
- Vencedor del Rally Dakar en 1994, 1995 y 1996.
- Vencedor del Rally París-Moscú-Pekín en 1992.
- Vencedor del Rally de Túnez en 1985, 1989, 1990, 1992, 1993, 1994, 1995 y 1996.
- Vencedor del Rally del Atlas en 1983, 1984, 1990, 1991 y 1994.
- Vencedor de la Copa del Mundo de Rally Raid en 1993, 1994, 1995 y 1996.
- Vencedor del Baja Italia en 1994, 1995 y 1996 y 1997.
- Vencedor del Baja Aragón en 1985, 1993, 1995 y 1997.

## Resultados

### Rally Dakar
| Año     | Categoría | Vehículo               | Copiloto            | Posición | Etapas |
| ------- | --------- | ---------------------- | ------------------- | -------- | ------ |
| 1982    | Coches    | Range Rover            | Patrick Destaillats | 4.º      | 1      |
| 1983    | Coches    | Range Rover            | Patrick Destaillats | 3.º      | 1      |
| 1984    | Coches    | Lada Niva              | Jean-Charles Djaoui | Ret.     | 1      |
| 1985    | Coches    | Lada Niva              | Bernard Giroux      | Ret.     | -      |
| 1986    | Coches    | Lada Niva              | Bernard Giroux      | 4.º      | -      |
| 1987    | Coches    | Lada Niva              | Pierre Roy          | Ret.     | -      |
| 1988    | Coches    | Mitsubishi             | Bernard Maingret    | Ret.     | 1      |
| 1989    | Coches    | Mitsubishi             | Bernard Maingret    | Ret.     | -      |
| 1990    | Coches    | Mitsubishi             | Bernard Maingret    | Ret.     | 1      |
| 1991    | Coches    | Mitsubishi             | Patrick Destaillats | 2.º      | -      |
| 1992    | Coches    | Citroën ZX Rallye-raid | Patrick Destaillats | 7.º      | 1      |
| 1993    | Coches    | Citroën ZX Rallye-raid | Michel Périn        | 2.º      | 1      |
| 1994    | Coches    | Citroën ZX Rallye-raid | Michel Périn        | 1.º      | 10     |
| 1995    | Coches    | Citroën ZX Rallye-raid | Michel Périn        | 1.º      | 3      |
| 1996    | Coches    | Citroën ZX Rallye-raid | Michel Périn        | 1.º      | 1      |
| 1998    | Coches    | Protruck               | Alain Guéhennec     | Ret.     | -      |
| 2001    | Coches    | Protruck               | Alain Guéhennec     | Ret.     | -      |
| Fuente: |           |                        |                     |          |        |